# 1997年自由民主党総裁選挙
1997年自由民主党総裁選挙（1997ねんじゆうみんしゅとうそうさいせんきょ）は、1997年9月11日に行われた日本の自由民主党の党首である総裁の選挙である。

## 概要
1995年自由民主党総裁選挙の任期満了に伴い実施された。現職の橋本龍太郎以外の立候補者がおらず、橋本が無投票で再選した。